# Five Long Years
«Five Long Years» — песня, написанная и записанная блюзовым вокалистом и пианистом Эдди Бойдом в 1952 году. Названный одним из «немногих послевоенных блюзовых стандартов, [который] сохранил всеобщую привлекательность», «Five Long Years» Бойда достиг первого места в чарте Billboard R&B. Многие известные исполнители блюза и других жанров записали свои интерпретации этой песни.

## Оригинальный блюз
«Пять долгих лет» — это двенадцатитактовый блюз в умеренном темпе, записанный в размере 12/8 в тональности до мажор. В мелодраматическом сюжете песни рассказывается «история рабочего-металлиста, который в течение пяти лет упорно трудился на фабрике и каждую пятницу вечером отдавал чек своей девушке, которая, тем не менее, бросила его». В записи участвовали Эрнест Коттон на тенор-саксофоне, Эл Си МакКинли на гитаре, Альфред Элкинс на басу и Перси Уокер на барабанах. За свою карьеру Бойд несколько раз возвращался к «Five Long Years», делая новые студийные и концертные интерпретации.

## Признание и адаптации
В 2011 году оригинальная композиция Эдди Бойда «Five Long Years» была включена в Зал славы Blues Foundation, где ее назвали «жизненным блюзом 1952 года, который пришелся по душе многим работягам».
«Five Long Years» записывали многие артисты, включая Джуниора Паркера, чья версия достигла 13-го места в R&B-чарте в 1959 году. Эрик Клэптон впервые записал ее в 1964 году в составе группы The Yardbirds (в альбоме Five Live Yardbirds), а затем снова 30 лет спустя в своем сборник блюзовых стандартов From the Cradle. Также дважды блюз записывали Би Би Кинг (в альбомах The Jungle и Guess Who) и Бадди Гай с Джуниором Уэллсом (в альбомах Coming At You и Buddy and the Juniors).